# П'єтро да Кортона
П'є́тро да Корто́на (італ. Pietro da Cortona, справжнє ім'я П'єтро Берретіні, Pietro Berrettini; 1 листопада 1596 — 16 травня 1669, Рим) — представник бароко в живопису Італії XVII століття. Займався також архітектурою.

## Походження. Навчання і початок кар'єри
Походить з міста Кортона (Тоскана), звідки і його прізвисько. Родина була реміснича. Якусь славу мав вже його дядько — Філіппо Береттіні. Його перший вчитель Андреа Коммоді у Флоренції. Вже у 1612 році перебрався у Рим, де здібного парубка помітили. Спершу працював в художний майстерні Баччо Кьярпі, художника, який відомий зараз лише через недовгу працю у нього талановитого П'єтро да Кортона. Серед перших меценатів здібного майстра — римська родина Колонна. П'єтро зробив копії фресок Рафаеля Санті у 1623 році, що дуже сприяло зростанню його популярності. Його патронами стають брати Марчелло та Джуліо Саккетті. Коли трон папи римського посів Урбан VIII, Марчелло та Джуліо Сакетті відповідно отримали посади папського казначея та кардинала. Зв'язок з Марчелло та Джуліо Сакетті не увірвався і надалі. Про феєрично здібного П'єтро тепер вже знала і могутня родина Барберіні. Його покровителем стає кардинал Франческо Барберіні, племінник папи. Брати Марчелло та Джуліо Саккетті та кардинал Франческо Барберіні сприяють успішній кар'єрі П'єтро да Кортона, а він цілком виправдовує їх надії.
- У 1624—1626 роках він створив фреску в церкві Санта Бібієна.
- У 1626 році по замові кардинала Орсіні створив картину «Поклоніння пастухів» для церкви Сан-Сальваторе в Лауро.
- У 1626 році він виконує замову вельможної родини Саккетті на три полотна («Жертвоприношення Поліксена», «Тріумф Вакха», «Викрадення сабінянок»), а також низку фресок на віллі Саккетті в Кастель Фусано поблизу Остії. Також зробив фрески в палаці Маффеї.

Амбітний Урбан VIII зажадав зробити з Риму справжнє столичне місто, вельми величне і пишне. У велетенських планах папи по розбудові і декорації столиці знайдеться місце і архітекторам, і художникам, і ювелірам, і інженерам. Так доля дала шанс розвинути найкращі мистецькі здібності таким майстрам, як:

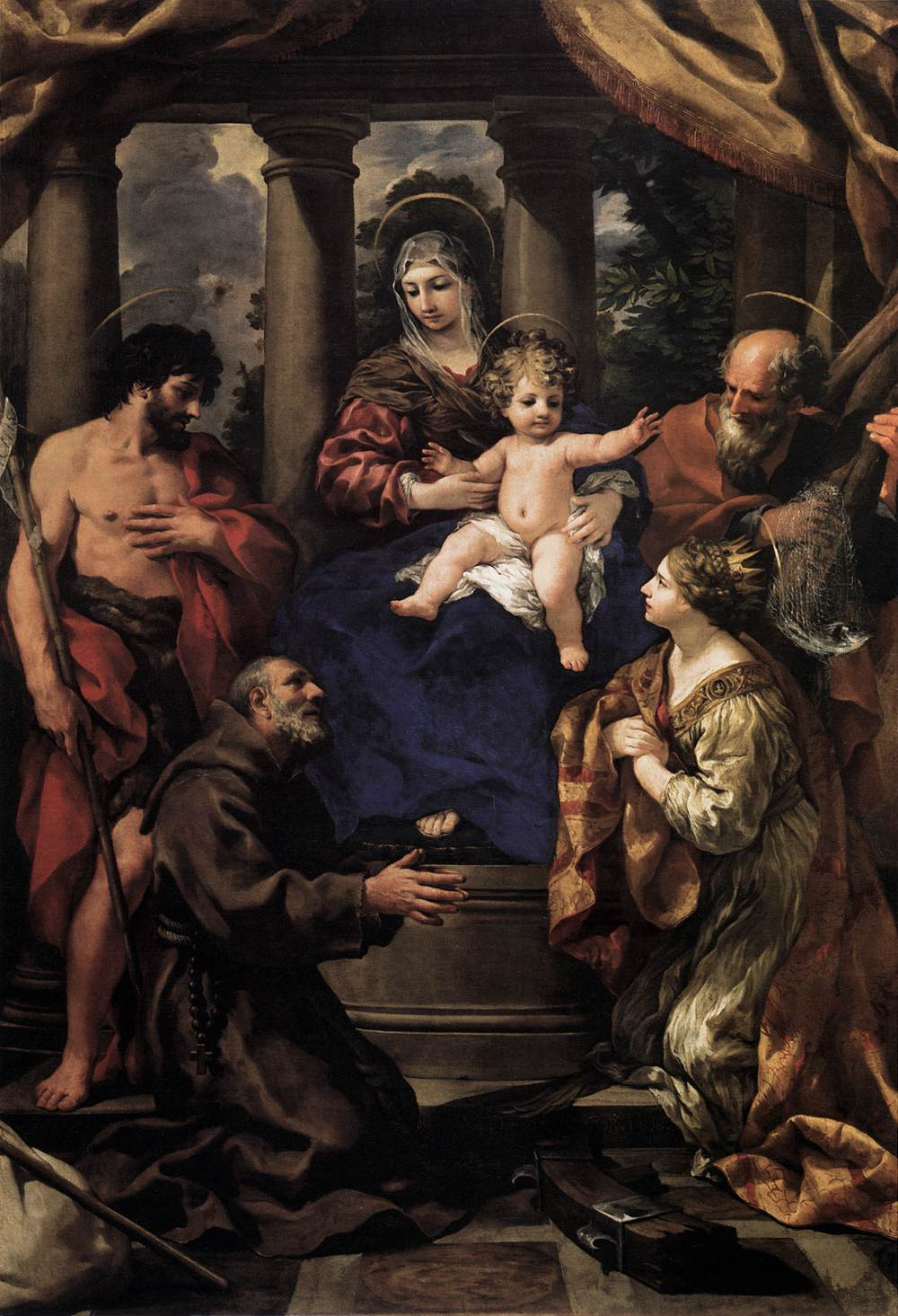
П'єтро да Кортона, вівтар «Мадонна з немовлям іСвятими», Брера, Мілан.

- Франческо Борроміні
- Лоренцо Берніні
- Алессандро Альґарді
- Карло Мадерно

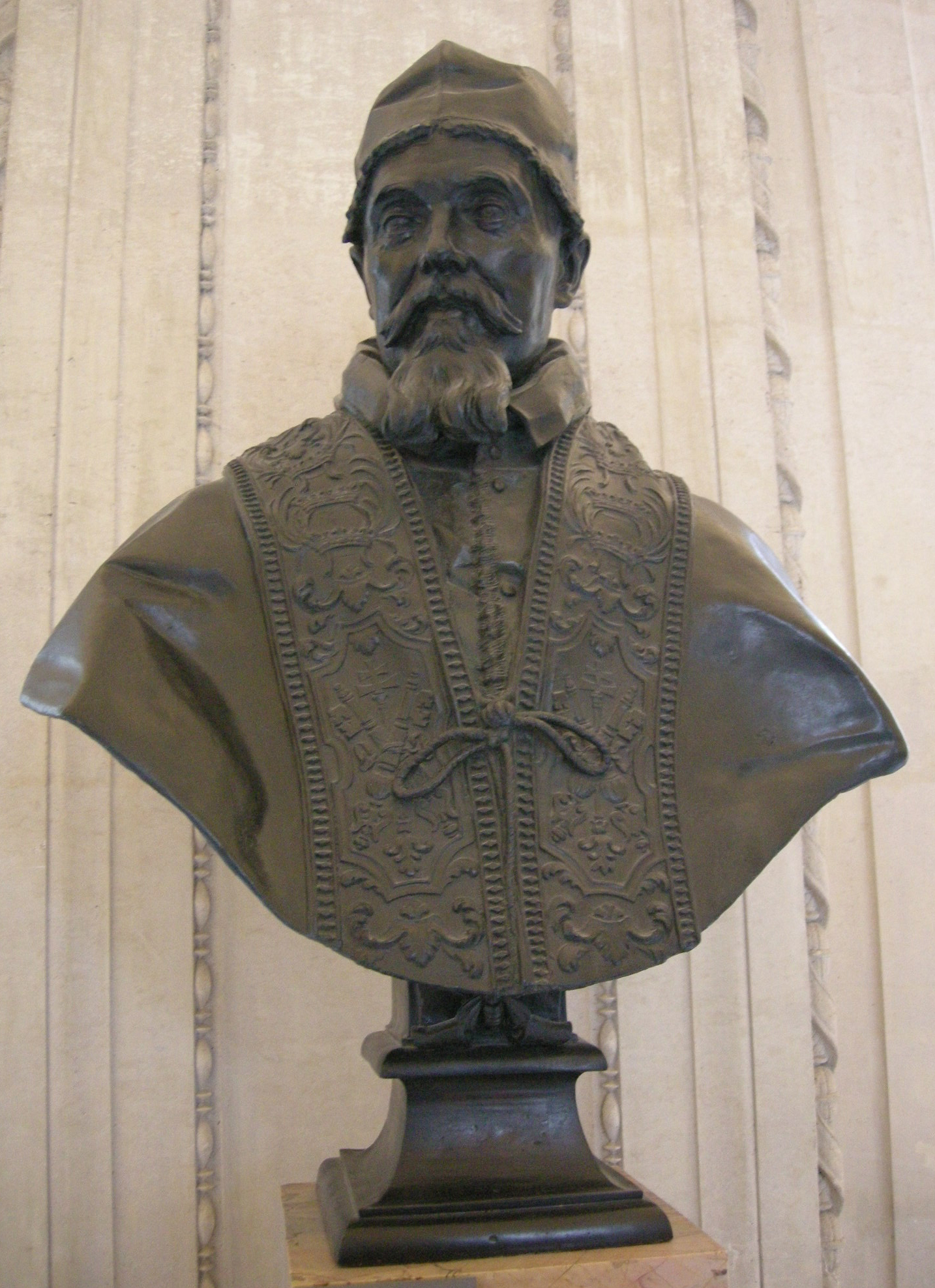
Лоренцо Берніні, погруддя папи Урбана VIII, Лувр, Париж.
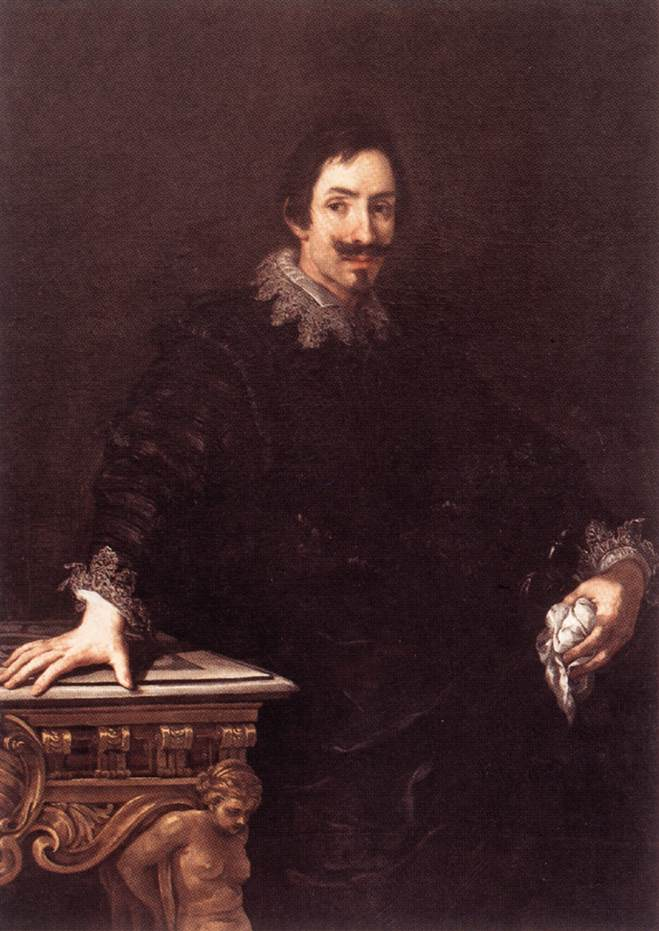
Портрет Марчелло Саккетті 133 x 98 см Галерея Боргезе, 1626, Рим

Кожний з провідних римських майстрів має значну майстерню з талановитими помічниками, бо виконати кількість численних замов поодинці просто неможливо. Це не виключає гострого суперництва, ганебної конкурентної боротьби, яка завдасть стільки горя Франческо Борроміні, але вдало омине П'єтро да Кортона. Низку років від працюватиме художником-декоратором, що практично не мав значних суперників.

## Римський період
У 1623 році на папський престол зійшов Урбан VIII (з роду Барберіні). Він і став головним замовником Кортони. Художник брався за створення вівтарних образів («Мадонна з немовлям та святими», Брера, Мілан), міфологічних картин(«Золоте століття», палаццо Пітті, Флоренція), портретів («Портрет Урбана Восьмого», «Портрет Марчелло Сакетті»). Але славу йому принесли стінописи і створення плафону для палацу Барберіні.

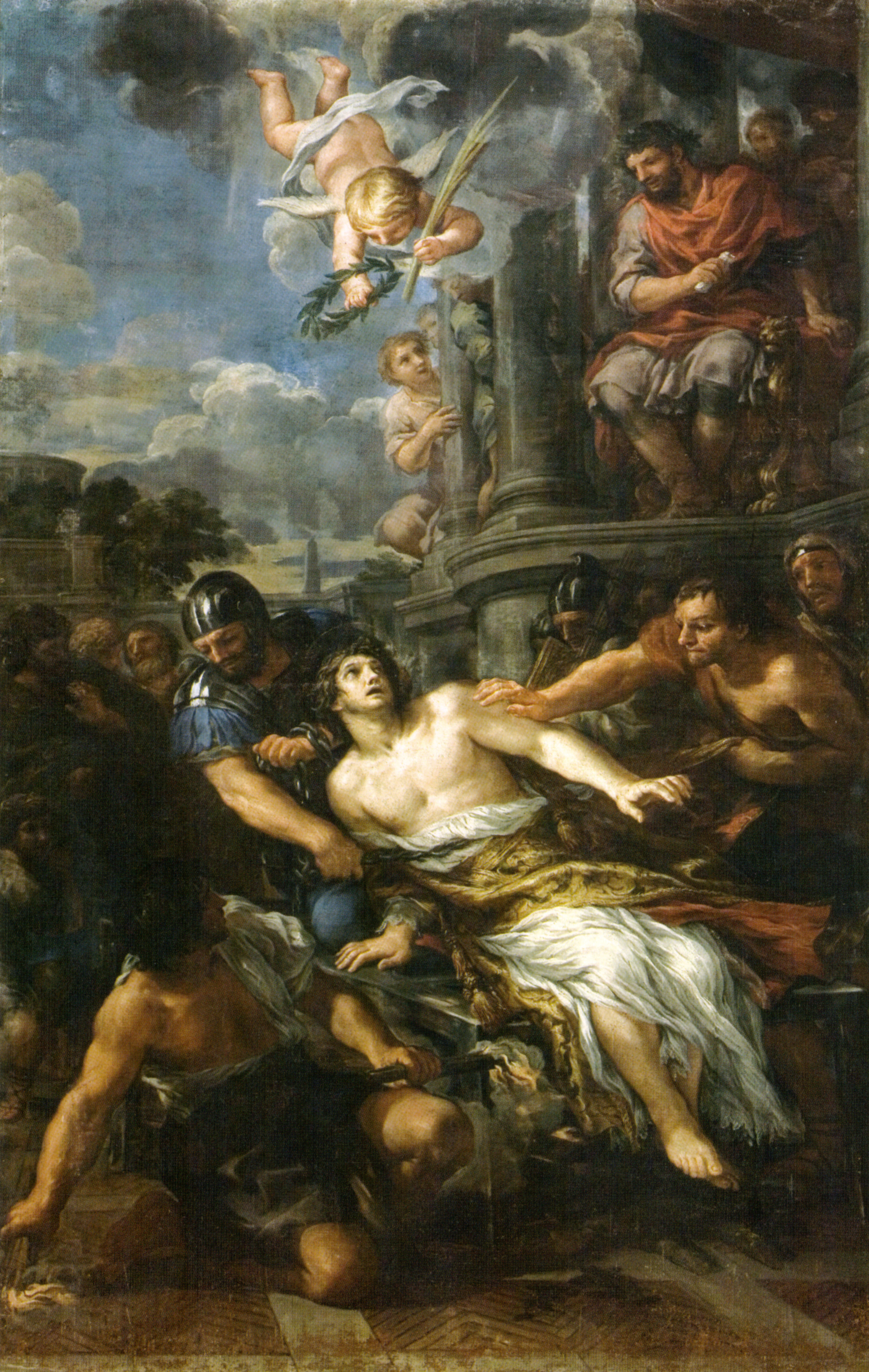
«Мучеництво Св. Лаврентія»
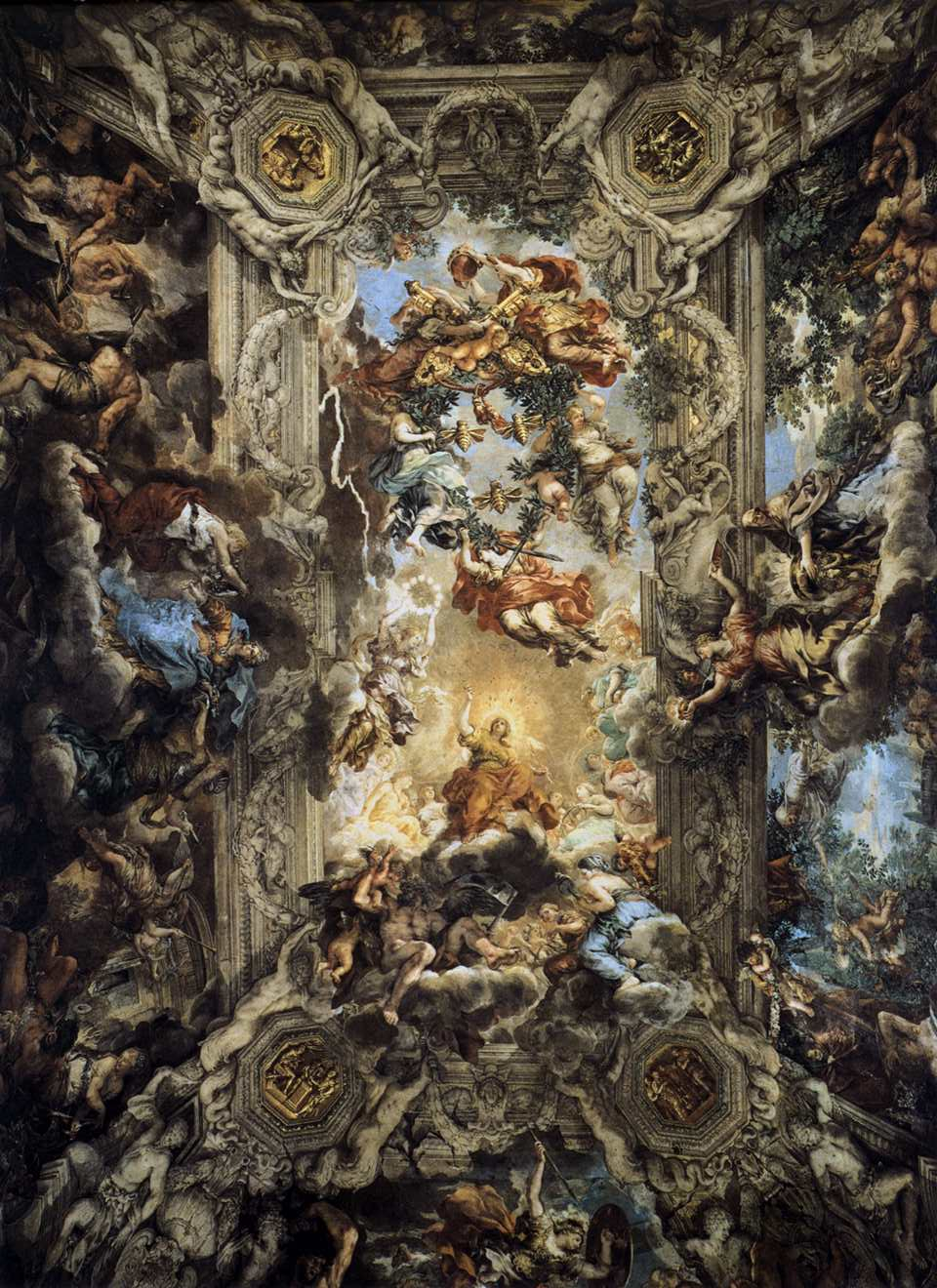
Плафон палацу Барберіні, Фреска,1633-39, Рим
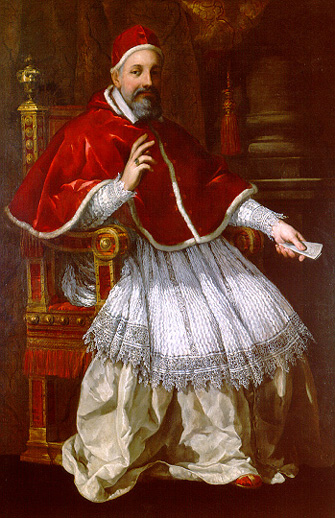
Папа Урбан Восьмий Музей  Капітоліні,  1627, Рим

## Твори на міфологічні теми
- Золоте століття
1641-46
Фреска

Палац Пітті
Флоренція

Золоте століття 1641-46 Фреска Палац Пітті Флоренція
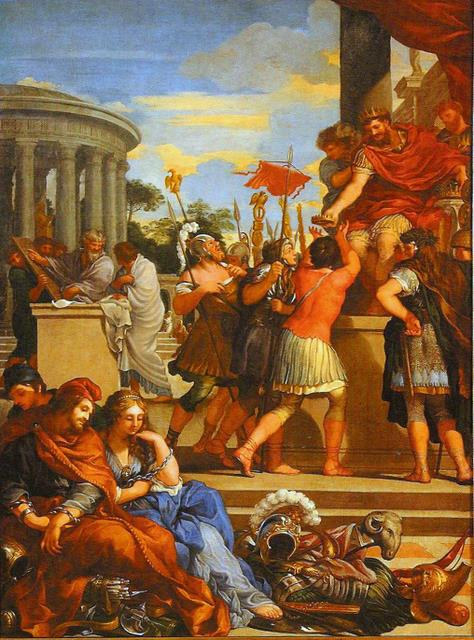
Срібне століття, Сан Паулу, Бразилія
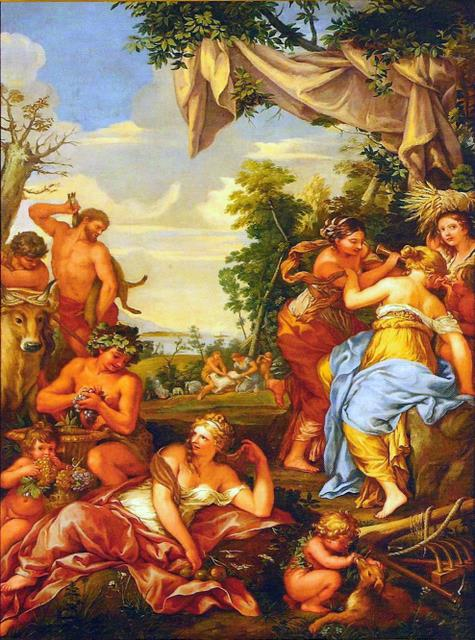
Бронзове століття, Сан Паулу, Бразилія

Сімнадцяте століття було важким, суворим і неприємним для життя. Спалахнула війна, що тривала 30 років. Німеччина втратила 1 000 000 мешканців з трьох. А були ще чума, активна контрреформація католиків і непримиренність всіх різновидів протестантизму. Західну Європу охопила і епідемія еміграції(з Португалії тікало єврейське населення, з України тікали українці в спокійніші країни, почалася еміграція українського і європейського населення в Америку). В мирній Італії осідають митці з різних країн(Пуссен, Ніколо Реньєрі і Лоррен з Франції, Матіас Стомер, Пітер Мулір Молодший з Голландії, Ельзхеймер і Йоганн Лісс з Німеччини та ін.)
В творчому доробку багатьох майстрів головне місце займають сцени катувань, мучеництв, видінь тощо. Здавалось, що для радісних сторінок життя зовсім не залишилось місця. На тлі розчарувань, поневірянь і втрати оптимізму острівцем надії стають міфологічні картини П'єтро да Кортони. Він звернувся до міфів про Золоте та Срібне століття. І перед очима здивованих глядачів постали вільні від хвороб, турбот про хліб і безпеку молоді люди, повні здоров'я, натхнення і насолоди життям. В Золотому столітті не було війни, штормів, а дикі звіри лагідні, як улюблені пси.(«Золоте століття» палаццо Пітті, Флоренція).

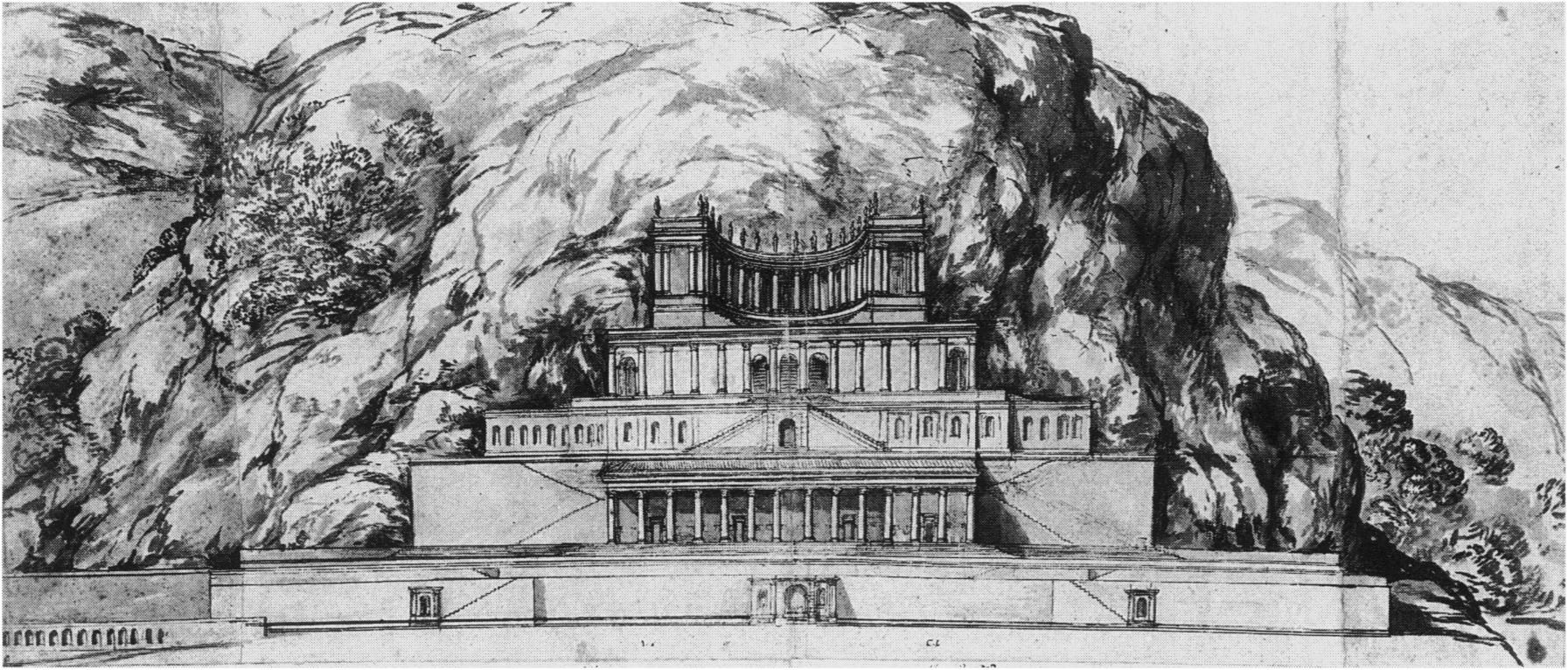
Проект реконструкції Храму Фортуни

Звичайно ж, тривоги і буремні події не оминали й Кортону. Це видно по іншій картині майстра «Срібне століття», Сан Паулу, Бразилія. На першому плані він розмістив полонених вождів в кайданах якоїсь міфічної держави. Він робить їх взірцем краси, щоби хоч так не бентежити душу глядача, яку рвали на шматки жагучі проблеми сьогодення.
Мрією про інші світи, що не жахають катастрофами, стали і аркуші з проектом реконструкції Храму Фортуни.

## Кортона як архітектор
Як архітектор він побудував віллу Саккетті(1625—1930) і декілька церков — Санта Марія ін Віа Лата, Санта Марія делла Паче, Святого Луки та Св. Мартини. Він вивчав творче надбання Браманте і Палладіо, однак працював у формах римського бароко. На відміну від Палладіо, архітектурні твори Кортони неаскетичні, а справляють святкове враження.
Деякий час Кортона провів в Болоньї, де його художня манера стала більш стриманою.

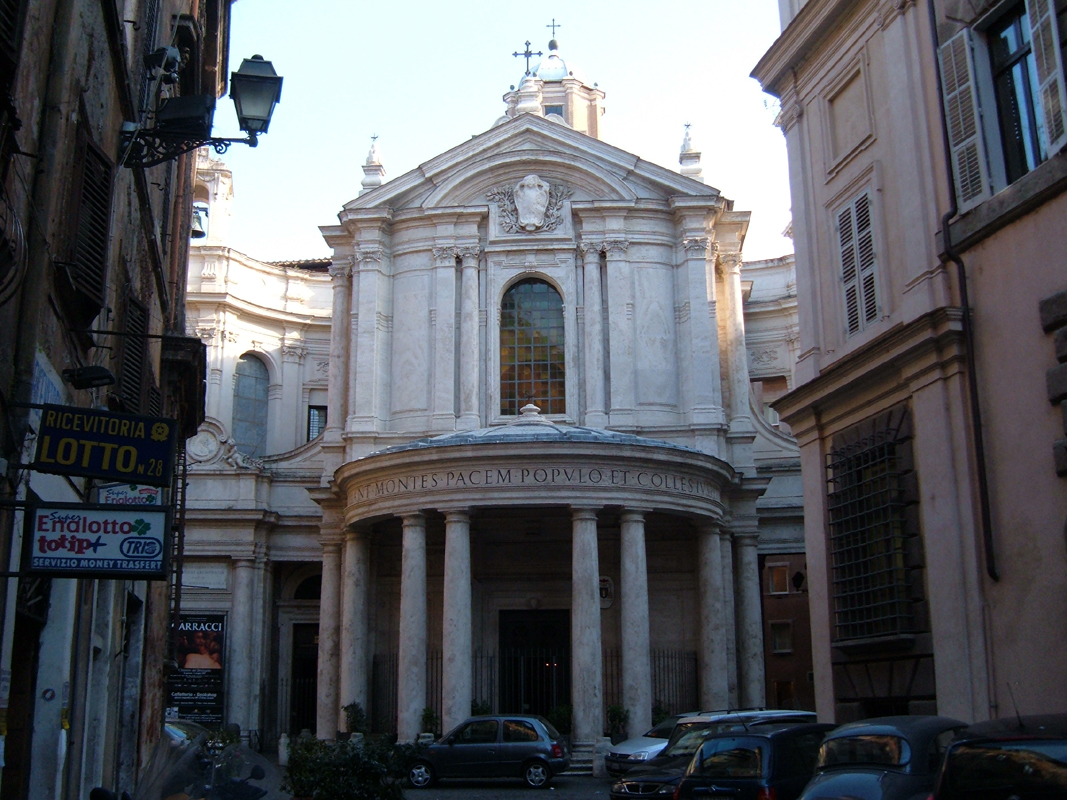
Церква Санта Марія делла Паче, головний фасад.
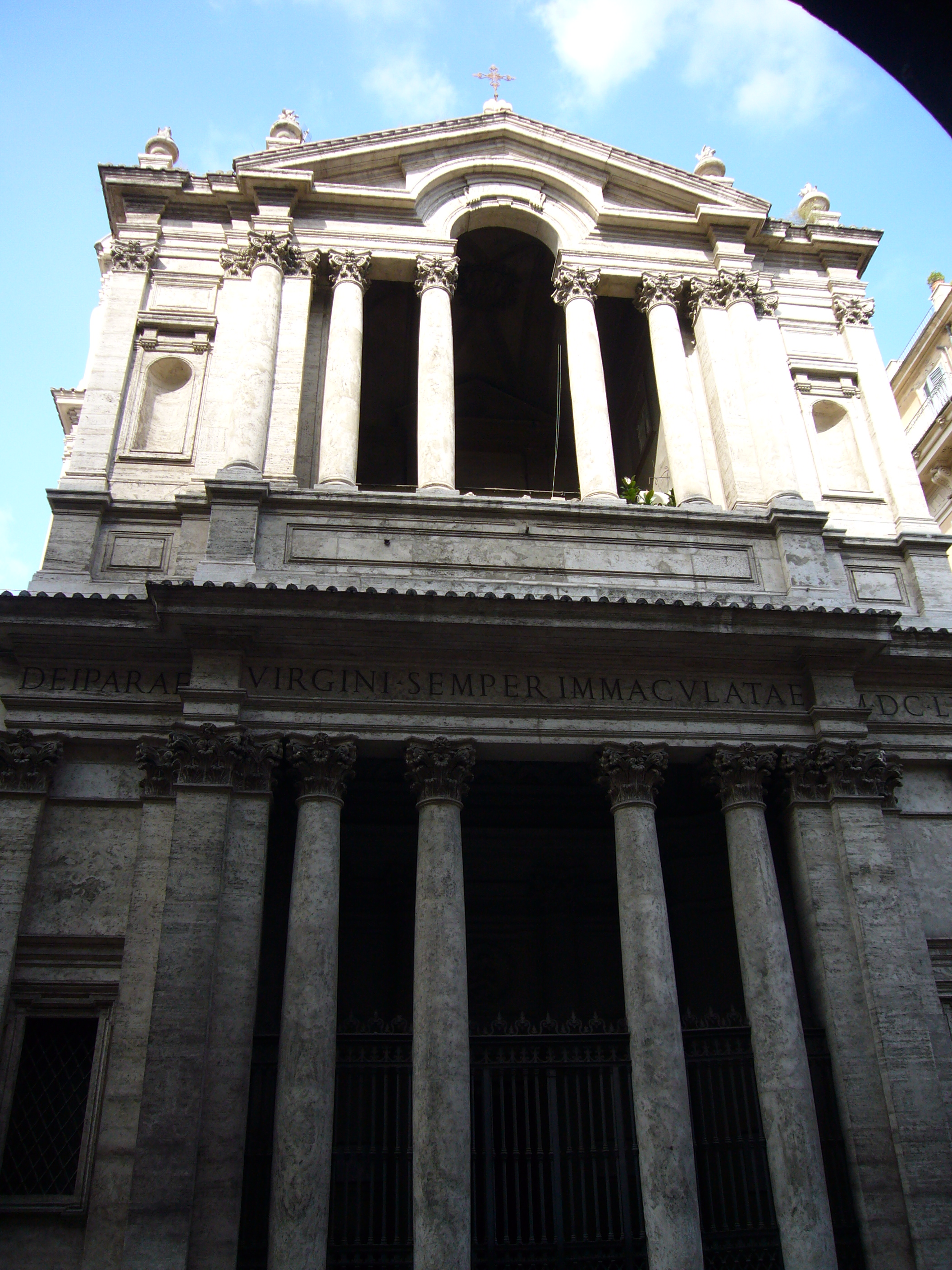
Санта Марія ін Віа Лата, головний фасад.
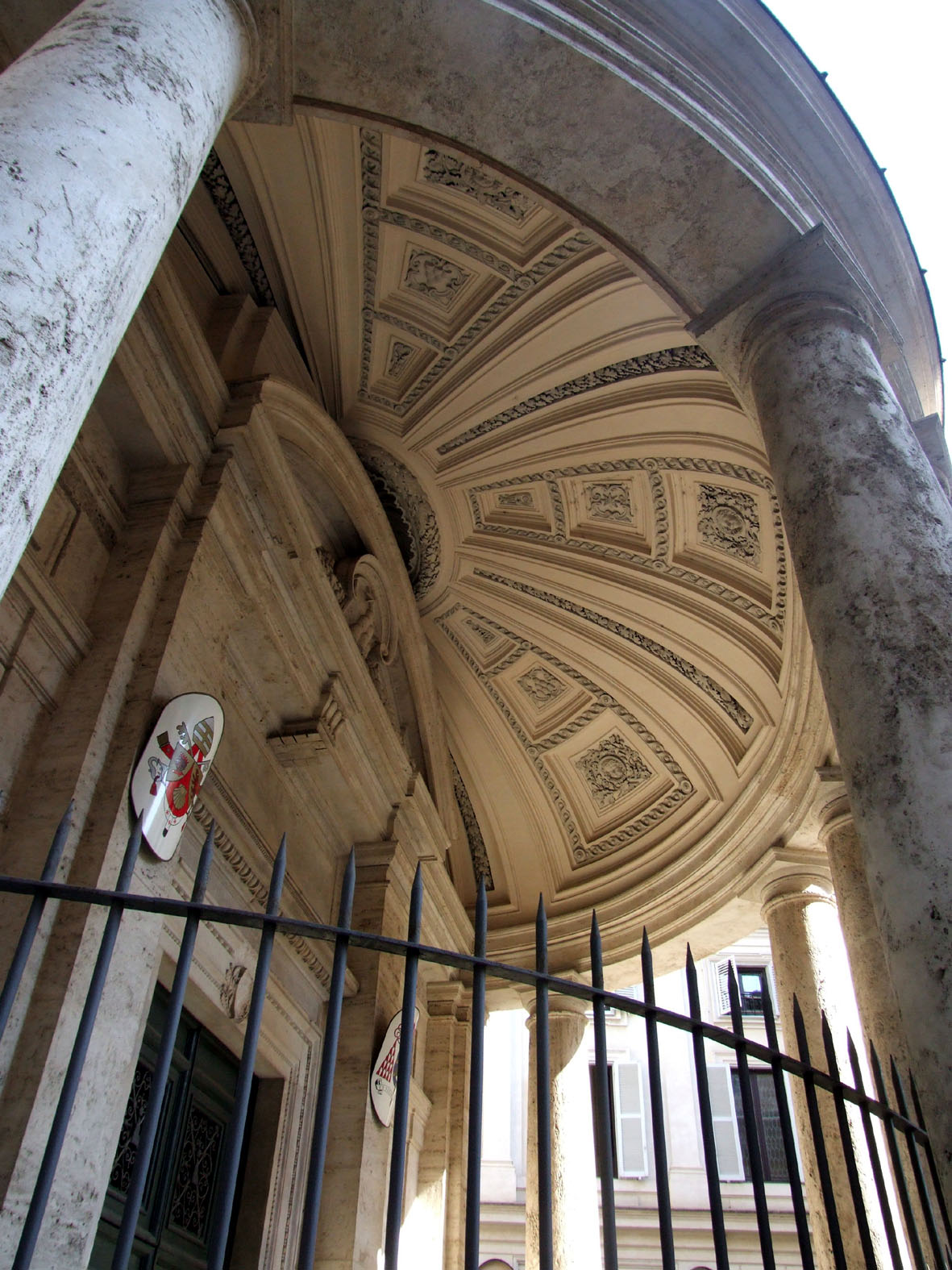
Санта Марія делла Паче, архітектурний півкупол порталу.
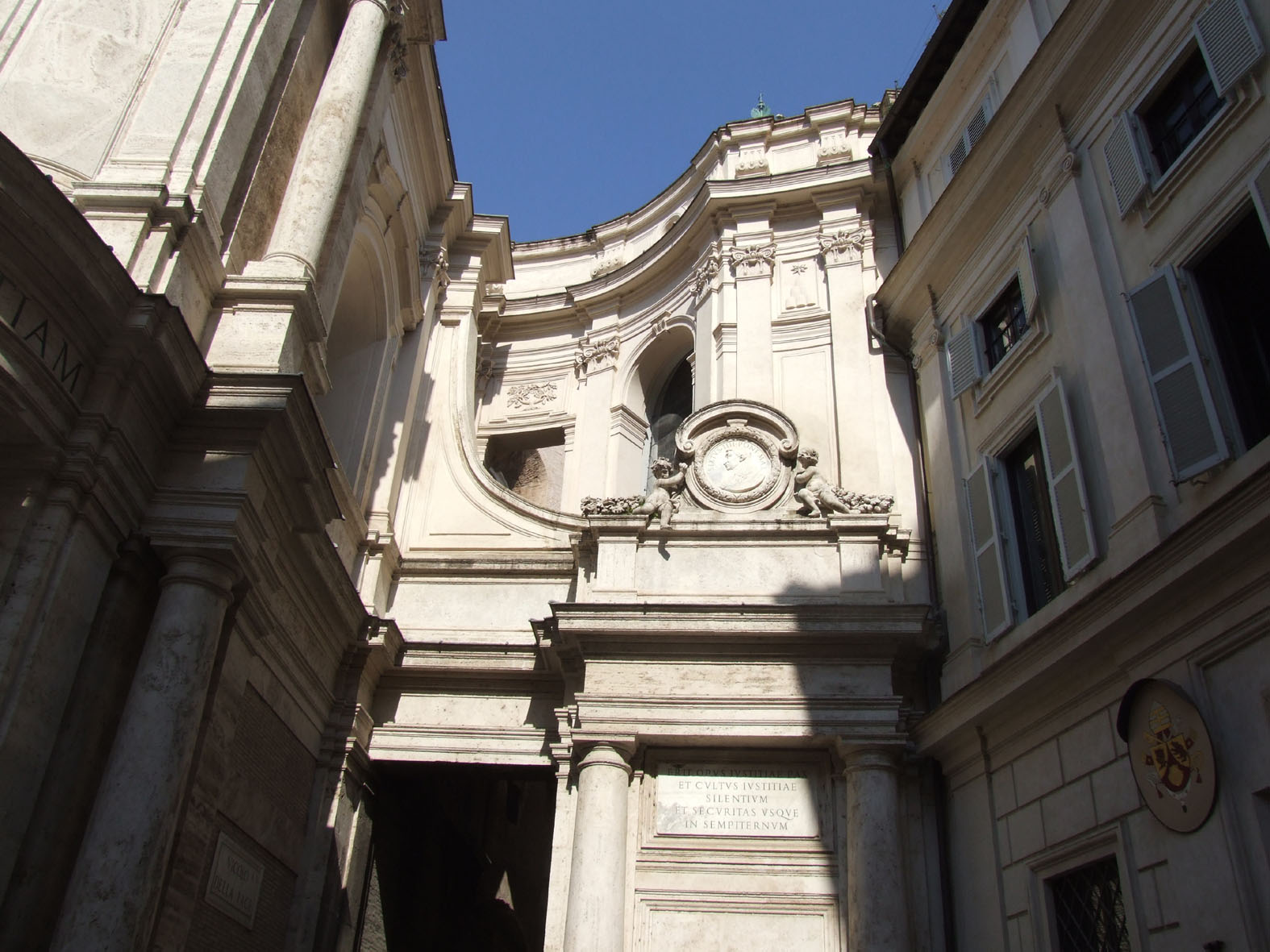
Санта Марія делла Паче,гра архітектурними об'ємами.